# Émilie Sagée
Émilie Sagée (Dijon, 3 de janeiro de 1813, França, ? - ?) teria sido uma professora de francês que trabalhou em 1845 em um internato na Letônia e que tinha a capacidade de bilocação. Essa história foi relatada por três autores: Robert Dale Owen, o astrônomo francês Camille Flammarion e o parapsicólogo russo Alexandre Aksakof a partir de uma testemunha direta, Julie de Güldenstubbe. Os relatos continuam difíceis de provar, mas a história continua sendo um clássico dos anais do paranormal e dos temas bilocação e doppelgänger.

## Relato
A história se passa em 1845 no Pensionato de Neuwelcke, instituição, sob a superintendência de diretores morávios. Havia naquele ano 42 jovens na escola, principalmente filhas de famílias nobres da Livônia; entre elas Mademoiselle Julie, segunda filha do Barão de Güldenstubbe, então com treze anos de idade e que conta a história.
Nesse ano foi contratada uma nova professora de francês, a Mademoiselle Émilie Sagée, uma francesa de 32 anos, de Dijon. Ela era do tipo do Norte - loira, de pele muito clara, olhos azuis claros, cabelos castanhos, ligeiramente acima do tamanho médio e de corpo esguio. Em caráter, ela era amável, quieta e de bom humor; mas de disposição ansiosa.
Algumas semanas depois de sua chegada, surgiram os primeiros rumores de que um aluno poderia tê-la visto em um lugar enquanto outro a teria encontrado em outro lugar ao mesmo tempo. Um dia, a governanta estava dando aula para uma turma de 13 alunos, incluindo Julie de Güldenstubbe. Enquanto ela escrevia no quadro negro, as jovens de repente viram duas Mademoiselle Sagée, uma ao lado da outra. Eles eram exatamente iguais; e eles usavam os mesmos gestos, só que a pessoa real segurava um pedaço de giz na mão e realmente escrevia, enquanto a cópia não tinha giz na mão e apenas imitou o movimento da original. Logo depois, uma das alunas, Mademoiselle Antonie de Wrangel, foi ajudada por Mademoiselle Sagée. A jovem, virando-se e olhando no espelho adjacente, percebeu duas mademoiselle Sagée prendendo seu vestido.
Ao longo dos meses, fenômenos semelhantes continuaram a repetir-se. O doppelgänger às vezes imitava exatamente a Sagée original, às vezes não. O fenômeno mais notável ocorreu um dia, quando os 42 alunos estavam reunidos na mesma sala, bordando em um amplo salão no primeiro andar do prédio principal da escola. Pelas janelas, as jovens estudantes notaram a Mademoiselle Sagée trabalhando no jardim, colhendo flores, das quais ela gostava muito. Na sala de aula estava sentada outra professora, responsável pelos alunos. Depois de algum tempo, esta senhora saiu da sala e sua poltrona ficou vazia. Permaneceu assim, entretanto, apenas por um curto período de tempo; pois de repente apareceu sentada nela a figura de Mademoiselle Sagée. As jovens, no entanto, olharam imediatamente para o jardim e lá estava Sagée, ocupada como antes; apenas observaram que dessa vez ela se movia muito lenta e languidamente, como faria uma pessoa sonolenta ou exausta. Novamente olharam para a poltrona da sala de aula e lá estava a mesma Sagée sentada, porém em silêncio e sem movimento. De certa maneira, os alunos já estavam acostumados e dois dos estudantes mais ousados decidiram se levantar e tentar tocar a aparição. Afirmaram sentir uma leve resistência, que compararam àquela que um tecido de musselina fina ofereceria ao toque. Um dos dois passou então bem na frente da poltrona e através de uma parte da figura. A aparição não respondeu a isso, nem mudou de posição. Por fim, desapareceu gradualmente e depois observou-se que Mademoiselle Sagée retomou, com toda a sua energia habitual, a sua tarefa de colher flores.
Este fenômeno continuou durante todo o tempo em que Mademoiselle Sagée manteve seu cargo em Neuwelckej entre os anos de 1845 e 1846. Com o tempo, os pais começaram a se preocupar com os acontecimentos estranhos que seus filhos lhes contavam. Após 18 meses, restaram apenas 12 dos 42 alunos. Devido a isso, Sagée foi convidada a renunciar ao cargo. Ao ser solicitado a fazê-lo, diz-se que Sagée respondeu dizendo na presença de Julie de Güldenstubbe: "Ah! pela décima nona vez! É muito, muito difícil de aguentar!" Quando questionada sobre o que queria dizer com tal exclamação, ela confessou que antes de sua contratação em Neuwelcke já havia sido professora em outras dezoito escolas diferentes, tendo ingressado na primeira quando tinha apenas 16 anos de idade.
Depois de deixar Neuwelcke, ela foi morar com uma cunhada que tinha vários filhos pequenos e tranquilos. Mademoiselle de Güldenstubbe, ao visitá-la, soube que todas as crianças, que tinham por volta de três ou quatro anos de idade, sabiam do fenômeno; tendo o hábito de dizer que “viram duas tias Emilies”. Posteriormente, ela partiu para o interior da Rússia e Mademoiselle de Güldenstubbe nunca mais a viu.

### Pesquisas de estado civil
Durante uma viagem a Dijon, Camille Flammarion procura obter mais informações sobre a existência de Émilie Sagée. Se ela tinha 32 anos em 1845, deve ter nascido por volta de 1813. Ele não encontra nenhuma família com o nome Sagée nos registros de estado civil, mas encontra o nascimento de uma Octavie Saget (que se pronuncia exatamente igual em francês), de pai desconhecido, nascida em 3 de janeiro de 1813. Ele presume que se trata da mesma Émilie Sagée da história, cujo nome poderia ter sido alterado pela memória de Julie de Güldenstubbe e pela transcrição em inglês de Robert Dale Owen, a menos que fosse uma modificação voluntária de seu nome para esconder sua ilegitimidade ou encobrir seus rastros nas 18 escolas em que teria trabalhado. Além disso, nenhum sobrenome Sagée foi encontrado no registro civil francês entre os anos de 1891 e 1990.
Os registos do estado civil da cidade de Dijon informam que "no dia 3 de janeiro, às seis horas da manhã, Marguerite Saget, de 30 anos, trabalhadora natural de Orbigny, departamento de Haute-Marne e residente em Dijon, filha adulta, deu à luz uma criança do sexo feminino a quem deu o primeiro nome de Octavie".
Esta certidão de nascimento é a única pista histórica que poderia autenticar a existência de Émilie Sagée (mas não o relato das bilocações, cuja única fonte seria o suposto testemunho de Julie de Güldenstubbe). Surpreende também que nenhum depoimento tenha sido relatado nos outros 18 empregos onde ela teria apresentado fenômeno semelhante ao longo de sua carreira profissional.

### Localização do internato
O nome do internato Neuwelcke corresponde a Jaunveļķi em letão. A instituição teria sido localizada perto da aldeia de Vaidava (57° 25′ 20″ N, 25° 16′ 14″ L), a poucos quilômetros da cidade de Wolmar (hoje Valmiera) na Livônia (no território da atual Letônia). No entanto, nenhuma documentação foi apresentada para confirmar que estas coordenadas são a localização da infame escola. Fora da área geral descrita no livro de Owen, a localização exata do Pensionato de Neuwelcke ou sua existência permanecem desconhecidsa.